# Edele Jernskjæg
Edele Jernskjæg, död 1512, var en dansk adelsdam och hovdam, älskarinna till kung Hans. 
Jernskjæg var dotter till länsman Mikkel Andersen Jernskjæg och Margrethe Andersdatter af Særslev, hovdam till Kristina av Sachsen 1496. Hon följde kungaparet till Stockholm 1499 och 1501, då hon redan hade en relation med Hans, och reste sedan med kungen tillbaka till Danmark. Gift 1501 med Torben Bille, och sedan ofta besökt av kungen. 